# Joan Rossinyol i Soler
Joan Rossinyol i Soler (Rubí, 1904 - 1983) fou un periodista i polític català.
Membre de la Joventut Nacionalista de Rubí, participà en les excursions organitzades per Martí Tauler i Pruneda i des de 1922 milità a Acció Catalana. També donà suport al diccionari de Pompeu Fabra.
Durant la Segona República Espanyola fou membre destacat de la Joventut Nacionalista de Rubí i editor del setmanari Saba Nova. En esclatar la guerra civil espanyola fou escollit regidor de l'Ajuntament de Rubí en representació del seu partit. Després, però, marxà al front, participant en la batalla de l'Ebre.
En acabar la guerra s'exilià cap a França, i fou internat en un cap de refugiats vora Agde. A finals de 1939 arribà a Mèxic a bord de l'Ipanema. A Mèxic va participar activament en les activitats culturals de la Comunitat Catalana de Mèxic. Fou professor de català a l'Orfeó Català de Mèxic, fou secretari de La Nostra Revista quan deixà el càrrec Vicenç Riera i Llorca i també col·laborà a Pont Blau.
El 1963 va tornar a Catalunya i treballà com a corrector d'estil a Tele-Estel i Editorial Pòrtic. Va morir el 1983 a Rubí.